# Daniel W. Voorhees

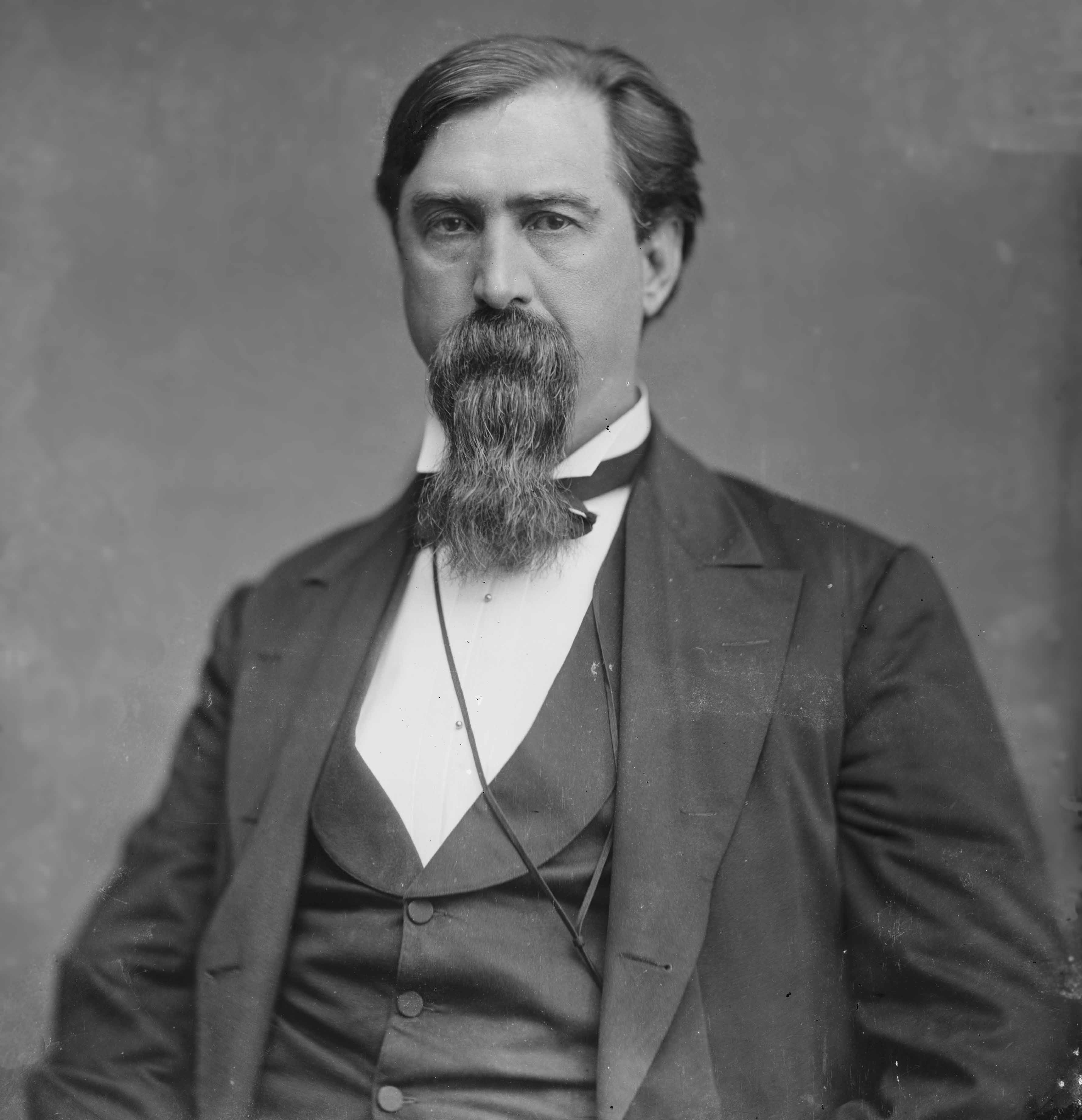
Daniel W. Voorhees

Daniel Wolsey Voorhees, född 26 september 1827 i Butler County, Ohio, död 10 april 1897 i Washington, D.C., var en amerikansk demokratisk politiker. Han representerade delstaten Indiana i båda kamrarna av USA:s kongress, först i representanthuset 1861–1866 samt 1869–1873 och sedan i senaten 1877–1897.
Voorhees utexaminerades 1849 från Indiana Asbury University (numera DePauw University). Han studerade sedan juridik och inledde 1851 sin karriär som advokat i Covington, Indiana. Han kandiderade 1856 till representanthuset utan framgång och arbetade som federal åklagare för Indiana 1858–1861.
Voorhees valdes 1864 till en tredje mandatperiod i representanthuset. Republikanen Henry D. Washburn överklagade framgångsrikt valresultatet och efterträdde 1866 Voorhees som kongressledamot. Voorhees vann sedan igen i kongressvalet 1868. Han omvaldes 1870.
Senator Oliver Hazard Perry Morton avled 1877 i ämbetet och efterträddes av Voorhees. Han fick en plats i senatens inflytelserika finansutskott och blev kvar där under hela sin tid i senaten.
Republikanen Charles W. Fairbanks utmanade Voorhees i senatsvalet 1897 och vann. Voorhees dog en månad efter att ha lämnat senaten. Hans grav finns på Highland Lawn Cemetery i Terre Haute.